# Josef Kupka (husitský biskup)
Josef Kupka (1. října 1916 Silůvky u Brna – 15. března 2002 Praha) byl duchovním Církve československé husitské, který v letech 1962–1982 vykonával funkci pražského biskupa Církve československé husitské (CČSH).

## Život
Josef Kupka již od mládí působil jako člen Jednoty mládeže Církve československé (později husitské) v Ostravě. Jeho otec byl železniční úředník a jako mnoho občanů Československa (v období 1. republiky bezmála jeden milion) i aktivním laikem Církve československé. Tím se mladý Josef seznámil s životem v církvi. Když v roce 1935 odmaturoval na reálném gymnáziu, zahájil studium práv na Karlově univerzitě, které však musel přerušit z důvodu uzavření českých vysokých škol. Studium dokončil až v roce 1947. Ale již od roku 1939 působil jako pomocný učitel náboženství v Plzni, Praze-Nuslích a ve Vinoři. Za války studoval též teologii v odborných kursech. Na kněze byl vysvěcen roku 1943 v Ostravě. Téhož roku se oženil s Drahomírou Hatajovou, s níž měl dvě dcery. Do konce války pak působil v Plzni. Po válce působil v Rokycanech, Plzni, Ústí nad Labem a Praze-Žižkově. V letech 1950–1962 byl činný jako vedoucí tajemník pražské diecéze. Poté byl v roce 1962 zvolen a ordinován pražským biskupem.
Angažoval se v ekumenickém hnutí, konkrétně v Křesťanské mírové konferenci a také v IARF. Ve vztahu církve a státu usiloval o jednotnou politiku a postup, stejně jako jeho předchůdce v biskupském úřadě Miroslav Novák, který byl v této době patriarchou.
Biskupský úřad zastával až do roku 1982. Poté ještě v letech 1982–1989 působil jako přednosta osobního odboru patriarchy. Pak odešel do důchodu. Zemřel 15. března 2002. Pohřeb měl 25. března 2002 v Husově sboru v Praze-Dejvicích.